# Моррісвілл (Ньюфаундленд і Лабрадор)
Моррісвілл (англ. Morrisville) — містечко в Канаді, у провінції Ньюфаундленд і Лабрадор.

## Населення
За даними перепису 2016 року, містечко нараховувало 101 особу, показавши скорочення на 13,7%, порівняно з 2011-м роком. Середня густина населення становила 7,1 осіб/км².
З офіційних мов обидвома одночасно не володів жоден з жителів, тільки англійською — 100.
Працездатне населення становило 50% усього населення, рівень безробіття — 45,5% (37,5% серед чоловіків та 50% серед жінок). 90,9% осіб були найманими працівниками, а 0% — самозайнятими.

## Клімат
Середня річна температура становить 4,4°C, середня максимальна – 19,3°C, а середня мінімальна – -11°C. Середня річна кількість опадів – 1 714 мм.
| Клімат поселення                              | Клімат поселення | Клімат поселення | Клімат поселення | Клімат поселення | Клімат поселення | Клімат поселення | Клімат поселення | Клімат поселення | Клімат поселення | Клімат поселення | Клімат поселення | Клімат поселення | Клімат поселення |
| Показник                                      | Січ.             | Лют.             | Бер.             | Квіт.            | Трав.            | Черв.            | Лип.             | Серп.            | Вер.             | Жовт.            | Лист.            | Груд.            |                  |
| Середній максимум, °C                         | −2,05            | −2,4             | 1,35             | 6,11             | 10,65            | 14,89            | 18,72            | 19,33            | 15,33            | 10,28            | 5,63             | 0,86             |                  |
| Середня температура, °C                       | −6,36            | −6,71            | −2,97            | 1,79             | 6,34             | 10,58            | 15,35            | 15,94            | 11,94            | 6,91             | 2,27             | −2,53            |                  |
| Середній мінімум, °C                          | −10,66           | −11,02           | −7,27            | −2,52            | 2,03             | 6,26             | 11,98            | 12,58            | 8,58             | 3,54             | −1,12            | −5,91            |                  |
| Норма опадів, мм                              | 167              | 146              | 144              | 126              | 112              | 127              | 124              | 121              | 150              | 163              | 167              | 167              |                  |
| Середньомісячна швидкість вітру, м/с          | 8.41             | 7.81             | 7.39             | 6.51             | 5.53             | 5.00             | 4.77             | 4.94             | 5.69             | 6.56             | 7.49             | 8.15             |                  |
| Середньомісячна сонячна радіація, кДж/м²·день | 3920             | 6908             | 10958            | 14306            | 17543            | 19078            | 18623            | 15909            | 12021            | 7270             | 4087             | 3013             |                  |
| --------------------------------------------- | ---------------- | ---------------- | ---------------- | ---------------- | ---------------- | ---------------- | ---------------- | ---------------- | ---------------- | ---------------- | ---------------- | ---------------- | ---------------- |
| Джерело:                                      |                  |                  |                  |                  |                  |                  |                  |                  |                  |                  |                  |                  |                  |